# Danaë Van Oeteren
Danaë Van Oeteren (Antwerpen, 21 oktober 1975) is een Vlaamse actrice en zangeres.
Op televisie was zij voor het eerst te zien als Pim in De Kotmadam, om dan vervolgens in het minder bekende Dokters te acteren. Daarna kreeg zij de kans om de zus van Axel Daeseleire te spelen in de film Dief! van Marc Punt. Gedurende vijf seizoenen (1998-2002) was Wittekerke haar werkterrein, waar ze het personage Debbie vertolkte.
In het voorjaar van 2001 nam Van Oeteren haar eerste album op, getiteld Rain, met haar eerste single: Little girl in me. In 2002 stond zij op het podium van Eurosong met het nummer What goes up. Ze strandde op een tweede plaats, na Spark. Ze kreeg veel zendtijd en kwam zo op nummer 1 in de toenmalige Q-list van Q-Music terecht. Door dit succes werd haar album Rain opnieuw uitgebracht met de Eurosong-single. 
Ze stond onder andere op het podium van Marktrock. 
In 2007 was zij te zien in de Eén-reeks Kinderen van Dewindt.

## Filmografie
- Familie (2014)
- Kinderen van Dewindt (2007-2009)
- Wittekerke: Debbie Persoons (1998-2002)
- Dief! (1998)
- Dokters
- De Kotmadam: Pim Davignon (1997)